# Gonocausta
Gonocausta is een geslacht van vlinders van de familie grasmotten (Crambidae), uit de onderfamilie van de Spilomelinae. De wetenschappelijke naam voor dit geslacht is voor het eerst gepubliceerd in 1863 door Julius Lederer. Lederer beschreef ook de eerste soort uit het geslacht, Gonocausta zephyralis, die als typesoort is aangeduid.

## Soorten
- G. sabinalis Dyar, 1914
- G. simulata (Druce, 1902)
- G. voralis (Schaus, 1920)
- G. zephyralis Lederer, 1863